# Copa México 2019-20
La Copa MX 2019-20 fue la 55ª edición de la Copa México. Comenzó el 30 de julio de 2019 y terminó el 4 de noviembre de 2020. Originalmente se planeaba terminar este torneo en abril, pero debido a la pandemia de COVID-19 que azotó a México se cambió para estas fechas por cuestiones de seguridad y salud, esta ha sido la última edición de la competencia, la cual fue suspendida por motivos de los apretados calendarios debido a la pandemia y la Copa del Mundo de Catar 2022.
En esta temporada hubo un cambio significativo en el formato del torneo, pues pasó a jugarse un solo título por año futbolístico, a diferencia de los últimos siete años, donde había en disputa dos títulos (Apertura y Clausura). Además, la fase final se jugará en llaves de ida y vuelta y no en partidos únicos como se venía haciendo.

## Sistema de competencia
Participarán 27 equipos. 15 de los 19 de la Liga MX excluyendo a los cuatro clubes que disputarán la Liga de Campeones de la Concacaf 2020: América, Cruz Azul, Tigres y León.
Mientras que el Ascenso MX tendrá 12 representantes: los equipos ubicados en los lugares del 1° al 14° en la tabla general de la temporada 2018-19, sin contar al Atlético de San Luis y a los Bravos de Juárez que ascendieron a la Liga MX. Esto quiere decir que las únicas escuadras de la división de plata que no tendrán actividad copera son: Tampico Madero y el recién ascendido Loros de Colima.

### Fase de clasificación
Los 27 equipos participantes se dividirán en 9 grupos con 3 integrantes cada uno.
Se jugarán 6 fechas. Cada equipo enfrentará a sus dos rivales de grupo en un ida y vuelta, así como también descansarán dos fechas, en las que sus rivales de grupo se enfrentaran entre sí.
La puntuación obtenida en cada partido de acuerdo al resultado es la siguiente:
- Por juego ganado se obtendrán tres puntos
- Por juego empatado se obtendrá un punto
- Por juego perdido cero puntos

Si al finalizar las 4 Jornadas, tres o más Clubes estuviesen empatados en puntos, su posición en la Tabla General de Clasificación sería determinada atendiendo a los siguientes criterios de desempate:
1. Marcadores particulares entre los Clubes empatados
2. Mejor diferencia de goles anotados y recibidos
3. Mayor número de goles anotados
4. Mayor número de goles anotados como visitante
5. Tabla Fair Play
6. Sorteo

Para determinar los lugares que ocuparán los Clubes que participarán en la Fase Final de la Copa MX C19, se tomará como base la Tabla General de Clasificación al término del Torneo.

### Fase final
Participaron por el título de campeón de la Copa MX 2019-20, los primeros lugares de los 9 grupos y los 7 mejores segundos.
En esta fase los equipos se enfrentarán en serie de partidos a ida y vuelta resultando vencedor el que anote el mayor número de goles en el tiempo reglamentario de juego. En caso de empate en goles o que no se haya anotado ninguno, para decidir al ganador del encuentro se ejecutarían series de tiros penales.
La fase final se jugará de la siguiente forma:
- Octavos de Final
  - 1 vs 16 → CF1
  - 2 vs 15 → CF2
  - 3 vs 14 → CF3
  - 4 vs 13 → CF4
  - 5 vs 12 → CF5
  - 6 vs 11 → CF6
  - 7 vs 10 → CF7
  - 8 vs 9 → CF8
- Cuartos de Final
  - CF1 vs CF8 → SF1
  - CF2 vs CF7 → SF2
  - CF3 vs CF6 → SF3
  - CF4 vs CF5 → SF4
- Semifinales
  - SF1 vs SF4 → F1
  - SF2 vs SF3 → F2
- Final
  - F1 vs F2

## Información de los equipos
| Equipo               | Entrenador              | Ciudad                           | Estadio                      | Capacidad | Fundación       | Patrocinador       | Kit          |
| -------------------- | ----------------------- | -------------------------------- | ---------------------------- | --------- | --------------- | ------------------ | ------------ |
| Atlante              | Álex Diego              | Cancún, Quintana Roo             | Olímpico Andrés Quintana Roo | 21 289    | 1918 (106 años) | Riviera Maya       | Kappa        |
| Atlas                | Leandro Cufré           | Guadalajara, Jalisco             | Jalisco                      | 56 713    | 1916 (108 años) | Linio              | Adidas       |
| Atlético de San Luis | Guillermo Vázquez       | San Luis Potosí, San Luis Potosí | Alfonso Lastras              | 30 000    | 2013 (12 años)  | Canel's            | Pirma        |
| Celaya               | Héctor Altamirano       | Celaya, Guanajuato               | Miguel Alemán Valdés         | 23 369    | 1954 (71 años)  | Bachoco            | Keuka        |
| Chiapas              | Diego de la Torre       | Tuxtla Gutiérrez, Chiapas        | Víctor Manuel Reyna          | 30 010    | 2019 (6 años)   | Chiapas            | Silver Sport |
| Cimarrones           | Hugo Isaac Morales      | Hermosillo, Sonora               | Héroe de Nacozari            | 20 747    | 2013 (12 años)  | Súper Del Norte    | Keuka        |
| Correcaminos UAT     | Roberto Hernández       | Ciudad Victoria, Tamaulipas      | Marte R. Gómez               | 10 087    | 1980 (45 años)  | Aeromar            | Pirma        |
| Dorados              | David Patiño            | Culiacán, Sinaloa                | Banorte                      | 24 000    | 2003 (22 años)  | Coppel             | Charly       |
| Guadalajara          | Luis Fernando Tena      | Guadalajara, Jalisco             | Akron                        | 49 850    | 1906 (119 años) | Caliente           | Puma         |
| FC Juárez            | Gabriel Caballero       | Ciudad Juárez, Chihuahua         | Olímpico Benito Juárez       | 19 703    | 2015 (10 años)  | S-Mart             | Penalty      |
| Leones Negros        | Jorge Dávalos           | Guadalajara, Jalisco             | Jalisco                      | 53 985    | 1970 (55 años)  | Electrolit         | Umbro        |
| Monterrey            | Antonio Mohamed         | Monterrey, Nuevo León            | BBVA                         | 53 500    | 1945 (80 años)  | BBVA México        | Puma         |
| Morelia              | Pablo Guede             | Morelia, Michoacán               | Morelos                      | 38 869    | 1950 (75 años)  | Caliente           | Pirma        |
| Necaxa               | Alfonso Sosa            | Aguascalientes, Aguascalientes   | Victoria                     | 25 994    | 1923 (101 años) | Rolcar             | Charly       |
| Oaxaca               | Alejandro Pérez         | Oaxaca, Oaxaca                   | Tecnológico de Oaxaca        | 18 200    | 2012 (12 años)  | Ópticas América    | Keuka        |
| Pachuca              | Paulo Pezzolano         | Pachuca, Hidalgo                 | Hidalgo                      | 30 000    | 1892 (132 años) | Cementos Fortaleza | Charly       |
| Potros UAEM          | Raúl Gutiérrez          | Toluca, Estado de México         | Alberto "Chivo" Córdoba      | 32 800    | 1970 (55 años)  | UAEM               | Keuka        |
| Puebla               | Juan Reynoso            | Puebla, Puebla                   | Cuauhtémoc                   | 51 726    | 1944 (81 años)  | AT&T               | Umbro        |
| Querétaro            | Víctor Manuel Vucetich  | Querétaro, Querétaro             | Corregidora                  | 35 575    | 1950 (75 años)  | Banco Multiva      | Puma         |
| Santos Laguna        | Guillermo Almada        | Torreón, Coahuila                | Corona                       | 30 000    | 1983 (41 años)  | Soriana            | Charly       |
| Tijuana              | Gustavo Quinteros       | Tijuana, Baja California         | Caliente                     | 27 333    | 2007 (18 años)  | Caliente           | Charly       |
| Toluca               | José Manuel de la Torre | Toluca, Estado de México         | Nemesio Díez                 | 30 000    | 1917 (108 años) | Banamex            | Under Armour |
| UNAM                 | Míchel González         | Ciudad de México                 | Olímpico Universitario       | 72 000    | 1954 (71 años)  | DHL                | Nike         |
| Venados              | Carlos Gutiérrez        | Mérida, Yucatán                  | Carlos Iturralde             | 19 000    | 1988 (37 años)  | Tony Roma's        | U-Sports     |
| Veracruz             | Enrique López Zarza     | Veracruz, Veracruz               | Luis "Pirata" Fuente         | 30 000    | 1943 (82 años)  | Winpot Casino      | Charly       |
| Zacatecas            | Óscar Torres            | Zacatecas, Zacatecas             | Carlos Vega Villalba         | 22 737    | 2014 (11 años)  | Telcel             | Pirma        |
| Zacatepec            | Ricardo Valiño          | Zacatepec, Morelos               | Agustín "Coruco" Díaz        | 24 443    | 1948 (77 años)  | Ultromep           | Romed        |

- Datos actualizados al 22 de enero de 2020.

### Equipos por Entidad Federativa
| Entidad Federativa | N.º | Equipos                            |
| ------------------ | --- | ---------------------------------- |
| Jalisco            | 3   | Atlas, Guadalajara y Leones Negros |
| Estado de México   | 2   | Potros UAEM y Toluca               |
| Aguascalientes     | 1   | Necaxa                             |
| Baja California    | 1   | Tijuana                            |
| Chiapas            | 1   | Cafetaleros de Chiapas             |
| Chihuahua          | 1   | FC Juárez                          |
| Ciudad de México   | 1   | Pumas UNAM                         |
| Coahuila           | 1   | Santos Laguna                      |
| Guanajuato         | 1   | Celaya                             |
| Hidalgo            | 1   | Pachuca                            |
| Michoacán          | 1   | Morelia                            |
| Morelos            | 1   | Zacatepec                          |
| Nuevo León         | 1   | Monterrey                          |
| Oaxaca             | 1   | Alebrijes de Oaxaca                |
| Puebla             | 1   | Puebla                             |
| Querétaro          | 1   | Querétaro                          |
| Quintana Roo       | 1   | Atlante                            |
| San Luis Potosí    | 1   | Atlético de San Luis               |
| Sinaloa            | 1   | Dorados                            |
| Sonora             | 1   | Cimarrones                         |
| Tamaulipas         | 1   | Correcaminos UAT                   |
| Veracruz           | 1   | Veracruz                           |
| Yucatán            | 1   | Venados                            |
| Zacatecas          | 1   | Mineros de Zacatecas               |

## Fase de grupos
El sorteo de grupos y el calendario de los partidos fue definido en la semana del fútbol mexicano, celebrado el 12 de junio de 2019.

### Bombos
Los tres bombos para la realización del torneo fueron definidos de acuerdo con la posición que obtuvieron los clubes participantes en las respectivas tablas generales de la temporada 2018-19 de la Liga MX y el Ascenso MX.
| Bombo 1                                                                                     | Bombo 2                                                                                    | Bombo 3                                                                                                 |
| ------------------------------------------------------------------------------------------- | ------------------------------------------------------------------------------------------ | --- |
| Monterrey Pachuca Santos Laguna Toluca UNAM Mineros de Zacatecas Atlante Cimarrones Dorados | Tijuana Puebla Necaxa Juárez Correcaminos Alebrijes de Oaxaca U de G Zacatepec Potros UAEM | Guadalajara Morelia Querétaro Atlas Veracruz Atlético de San Luis Celaya Venados Cafetaleros de Chiapas |

### Grupo 1
| Pos. | Equipo     | Pts. | PJ | G | E | P | GF | GC | Dif. | Clasificación             |
| ---- | ---------- | ---- | -- | - | - | - | -- | -- | ---- | ------------------------- |
| 1    | Morelia    | 12   | 4  | 4 | 0 | 0 | 5  | 0  | +5   | Acceso a octavos de final |
| 2    | Puebla     | 2    | 4  | 0 | 2 | 2 | 1  | 3  | −2   |                           |
| 3    | Cimarrones | 2    | 4  | 0 | 2 | 2 | 1  | 4  | −3   |                           |

 Fuente: [cita requerida]
| Grupo 1    | Grupo 1   | Grupo 1    | Grupo 1           | Grupo 1         | Grupo 1       |
| Local      | Resultado | Visitante  | Estadio           | Fecha           | Hora (Centro) |
| ---------- | --------- | ---------- | ----------------- | --------------- | ------------- |
| Morelia    | 1 - 0     | Puebla     | Morelos           | 6 de agosto     | 21:00         |
| Cimarrones | 0 - 1     | Morelia    | Héroe de Nacozari | 13 de agosto    | 21:00         |
| Morelia    | 2 - 0     | Cimarrones | Morelos           | 3 de septiembre | 19:00         |
| Puebla     | 0 - 1     | Morelia    | Cuauhtémoc        | 1 de octubre    | 21:00         |
| Cimarrones | 1 - 1     | Puebla     | Héroe de Nacozari | 23 de octubre   | 21:00         |
| Puebla     | 0 - 0     | Cimarrones | Cuauhtémoc        | 5 de noviembre  | 19:00         |

### Grupo 2
| Pos. | Equipo      | Pts. | PJ | G | E | P | GF | GC | Dif. | Clasificación             |
| ---- | ----------- | ---- | -- | - | - | - | -- | -- | ---- | ------------------------- |
| 1    | Monterrey   | 12   | 4  | 4 | 0 | 0 | 12 | 3  | +9   | Acceso a octavos de final |
| 2    | Cafetaleros | 6    | 4  | 2 | 0 | 2 | 3  | 8  | −5   | Acceso a octavos de final |
| 3    | U de G      | 0    | 4  | 0 | 0 | 4 | 2  | 6  | −4   |                           |

 Fuente: [cita requerida]
| Grupo 2                | Grupo 2   | Grupo 2       | Grupo 2             | Grupo 2         | Grupo 2       |
| Local                  | Resultado | Visitante     | Estadio             | Fecha           | Hora (Centro) |
| ---------------------- | --------- | ------------- | ------------------- | --------------- | ------------- |
| Monterrey              | 2 - 1     | Leones Negros | BBVA                | 31 de julio     | 21:00         |
| Leones Negros          | 0 - 1     | Cafetaleros   | Jalisco             | 13 de agosto    | 19:00         |
| Cafetaleros de Chiapas | 1 - 0     | Leones Negros | Víctor Manuel Reyna | 3 de septiembre | 21:00         |
| Cafetaleros            | 1 - 2     | Monterrey     | Víctor Manuel Reyna | 11 de octubre   | 20:00         |
| Leones Negros          | 1 - 2     | Monterrey     | Jalisco             | 23 de octubre   | 19:00         |
| Monterrey              | 6 - 0     | Cafetaleros   | BBVA                | 5 de noviembre  | 21:00         |

### Grupo 3
| Pos. | Equipo  | Pts. | PJ | G | E | P | GF | GC | Dif. | Clasificación             |
| ---- | ------- | ---- | -- | - | - | - | -- | -- | ---- | ------------------------- |
| 1    | Juárez  | 10   | 4  | 3 | 1 | 0 | 6  | 2  | +4   | Acceso a octavos de final |
| 2    | Venados | 7    | 4  | 2 | 1 | 1 | 7  | 4  | +3   | Acceso a octavos de final |
| 3    | Atlante | 0    | 4  | 0 | 0 | 4 | 1  | 8  | −7   |                           |

 Fuente: [cita requerida]
| Grupo 3 | Grupo 3   | Grupo 3   | Grupo 3                 | Grupo 3         | Grupo 3       |
| Local   | Resultado | Visitante | Estadio                 | Fecha           | Hora (Centro) |
| ------- | --------- | --------- | ----------------------- | --------------- | ------------- |
| Venados | 4 - 1     | Atlante   | Carlos Iturralde Rivero | 30 de julio     | 19:00         |
| Juárez  | 1 - 1     | Venados   | Olímpico Benito Juárez  | 6 de agosto     | 21:00         |
| Atlante | 0 - 2     | Juárez    | O. Andrés Quintana Roo  | 13 de agosto    | 21:00         |
| Venados | 1 - 2     | Juárez    | Carlos Iturralde Rivero | 4 de septiembre | 19:00         |
| Juárez  | 1 - 0     | Atlante   | Olímpico Benito Juárez  | 2 de octubre    | 21:00         |
| Atlante | 0 - 1     | Venados   | O. Andrés Quintana Roo  | 5 de noviembre  | 20:00         |

### Grupo 4
| Pos. | Equipo    | Pts. | PJ | G | E | P | GF | GC | Dif. | Clasificación             |
| ---- | --------- | ---- | -- | - | - | - | -- | -- | ---- | ------------------------- |
| 1    | Toluca    | 12   | 4  | 4 | 0 | 0 | 8  | 1  | +7   | Acceso a octavos de final |
| 2    | Veracruz  | 4    | 4  | 1 | 1 | 2 | 2  | 4  | −2   |                           |
| 3    | Alebrijes | 1    | 4  | 0 | 1 | 3 | 2  | 7  | −5   |                           |

 Fuente: [cita requerida]
| Grupo 4   | Grupo 4   | Grupo 4   | Grupo 4               | Grupo 4         | Grupo 4       |
| Local     | Resultado | Visitante | Estadio               | Fecha           | Hora (Centro) |
| --------- | --------- | --------- | --------------------- | --------------- | ------------- |
| Toluca    | 1 - 0     | Alebrijes | Nemesio Díez          | 31 de julio     | 19:00         |
| Alebrijes | 1 - 4     | Toluca    | Tecnológico de Oaxaca | 7 de septiembre | 19:00         |
| Toluca    | 2 - 0     | Veracruz  | Nemesio Díez          | 2 de octubre    | 18:10         |
| Veracruz  | 0 - 1     | Toluca    | Luis "Pirata" Fuente  | 12 de octubre   | 21:00         |
| Veracruz  | 1 - 0     | Alebrijes | Luis "Pirata" Fuente  | 22 de octubre   | 19:00         |
| Alebrijes | 1 - 1     | Veracruz  | Tecnológico de Oaxaca | 5 de noviembre  | 19:00         |

### Grupo 5
| Pos. | Equipo               | Pts. | PJ | G | E | P | GF | GC | Dif. | Clasificación             |
| ---- | -------------------- | ---- | -- | - | - | - | -- | -- | ---- | ------------------------- |
| 1    | Tijuana              | 9    | 4  | 3 | 0 | 1 | 5  | 0  | +5   | Acceso a octavos de final |
| 2    | Querétaro            | 6    | 4  | 2 | 0 | 2 | 5  | 7  | −2   | Acceso a octavos de final |
| 3    | Mineros de Zacatecas | 3    | 4  | 1 | 0 | 3 | 5  | 7  | −2   |                           |

 Fuente: [cita requerida]
| Grupo 5              | Grupo 5   | Grupo 5              | Grupo 5              | Grupo 5         | Grupo 5       |
| Local                | Resultado | Visitante            | Estadio              | Fecha           | Hora (Centro) |
| -------------------- | --------- | -------------------- | -------------------- | --------------- | ------------- |
| Tijuana              | 2 - 0     | Querétaro            | Caliente             | 30 de julio     | 21:00         |
| Mineros de Zacatecas | 2 - 0     | Querétaro            | Carlos Vega Villalba | 6 de agosto     | 21:00         |
| Querétaro            | 3 - 2     | Tijuana              | Corregidora          | 13 de agosto    | 19:00         |
| Mineros de Zacatecas | 2 - 3     | Tijuana              | Carlos Vega Villalba | 4 de septiembre | 19:00         |
| Querétaro            | 2 - 1     | Mineros de Zacatecas | Corregidora          | 2 de octubre    | 21:00         |
| Tijuana              | 2 - 0     | Mineros de Zacatecas | Caliente             | 22 de octubre   | 21:00         |

### Grupo 6
| Pos. | Equipo  | Pts. | PJ | G | E | P | GF | GC | Dif. | Clasificación             |
| ---- | ------- | ---- | -- | - | - | - | -- | -- | ---- | ------------------------- |
| 1    | Dorados | 10   | 4  | 3 | 1 | 0 | 8  | 5  | +3   | Acceso a octavos de final |
| 2    | Celaya  | 4    | 4  | 1 | 1 | 2 | 3  | 4  | −1   | Acceso a octavos de final |
| 3    | Necaxa  | 2    | 4  | 0 | 2 | 2 | 2  | 5  | −3   |                           |

 Fuente: [cita requerida]
| Grupo 6 | Grupo 6   | Grupo 6   | Grupo 6              | Grupo 6         | Grupo 6       |
| Local   | Resultado | Visitante | Estadio              | Fecha           | Hora (Centro) |
| ------- | --------- | --------- | -------------------- | --------------- | ------------- |
| Dorados | 2 - 1     | Celaya    | Banorte              | 7 de agosto     | 21:00         |
| Necaxa  | 2 - 2     | Dorados   | Victoria             | 13 de agosto    | 21:00         |
| Necaxa  | 0 - 0     | Celaya    | Victoria             | 4 de septiembre | 21:00         |
| Celaya  | 1 - 2     | Dorados   | Miguel Alemán Valdés | 1 de octubre    | 19:00         |
| Dorados | 2 - 1     | Necaxa    | Banorte              | 22 de octubre   | 21:00         |
| Celaya  | 1 - 0     | Necaxa    | Miguel Alemán Valdés | 6 de noviembre  | 19:00         |

### Grupo 7
| Pos. | Equipo           | Pts. | PJ | G | E | P | GF | GC | Dif. | Clasificación             |
| ---- | ---------------- | ---- | -- | - | - | - | -- | -- | ---- | ------------------------- |
| 1    | Santos           | 7    | 4  | 2 | 1 | 1 | 8  | 3  | +5   | Acceso a octavos de final |
| 2    | Guadalajara      | 6    | 4  | 2 | 0 | 2 | 4  | 4  | 0    | Acceso a octavos de final |
| 3    | Correcaminos UAT | 4    | 4  | 1 | 1 | 2 | 2  | 7  | −5   |                           |

 Fuente: [cita requerida]
| Grupo 7          | Grupo 7   | Grupo 7          | Grupo 7        | Grupo 7         | Grupo 7       |
| Local            | Resultado | Visitante        | Estadio        | Fecha           | Hora (Centro) |
| ---------------- | --------- | ---------------- | -------------- | --------------- | ------------- |
| Santos           | 1 - 1     | Correcaminos UAT | Corona         | 30 de julio     | 19:00         |
| Guadalajara      | 2 - 1     | Santos           | Akron          | 7 de agosto     | 19:00         |
| Guadalajara      | 0 - 1     | Correcaminos UAT | Akron          | 4 de septiembre | 21:00         |
| Correcaminos UAT | 0 - 2     | Guadalajara      | Marte R. Gómez | 1 de octubre    | 21:00         |
| Correcaminos UAT | 0 - 4     | Santos           | Marte R. Gómez | 22 de octubre   | 21:00         |
| Santos           | 2 - 0     | Guadalajara      | Corona         | 6 de noviembre  | 21:00         |

### Grupo 8
| Pos. | Equipo               | Pts. | PJ | G | E | P | GF | GC | Dif. | Clasificación             |
| ---- | -------------------- | ---- | -- | - | - | - | -- | -- | ---- | ------------------------- |
| 1    | UNAM                 | 8    | 4  | 2 | 2 | 0 | 6  | 1  | +5   | Acceso a octavos de final |
| 2    | Atlético de San Luis | 7    | 4  | 2 | 1 | 1 | 6  | 6  | 0    | Acceso a octavos de final |
| 3    | Potros UAEM          | 1    | 4  | 0 | 1 | 3 | 1  | 6  | −5   |                           |

 Fuente: [cita requerida]
| Grupo 8           | Grupo 8   | Grupo 8           | Grupo 8                 | Grupo 8         | Grupo 8       |
| Local             | Resultado | Visitante         | Estadio                 | Fecha           | Hora (Centro) |
| ----------------- | --------- | ----------------- | ----------------------- | --------------- | ------------- |
| UNAM              | 1 - 1     | Atlético San Luis | Olímpico Universitario  | 31 de julio     | 21:00         |
| Atlético San Luis | 3 - 1     | Potros UAEM       | Alfonso Lastras Ramírez | 7 de agosto     | 21:00         |
| UNAM              | 1 - 0     | Potros UAEM       | Olímpico Universitario  | 13 de agosto    | 21:00         |
| Potros UAEM       | 0 - 2     | Atlético San Luis | Alberto "Chivo" Córdoba | 3 de septiembre | 21:00         |
| Atlético San Luis | 0 - 4     | UNAM              | Alfonso Lastras Ramírez | 2 de octubre    | 21:00         |
| Potros UAEM       | 0 - 0     | UNAM              | Alberto "Chivo" Córdoba | 13 de octubre   | 12:00         |

### Grupo 9
| Pos. | Equipo    | Pts. | PJ | G | E | P | GF | GC | Dif. | Clasificación             |
| ---- | --------- | ---- | -- | - | - | - | -- | -- | ---- | ------------------------- |
| 1    | Pachuca   | 8    | 4  | 2 | 2 | 0 | 8  | 3  | +5   | Acceso a octavos de final |
| 2    | Atlas     | 5    | 4  | 1 | 2 | 1 | 6  | 5  | +1   | Acceso a octavos de final |
| 3    | Zacatepec | 3    | 4  | 1 | 0 | 3 | 4  | 10 | −6   |                           |

 Fuente: [cita requerida]
| Grupo 9   | Grupo 9   | Grupo 9   | Grupo 9               | Grupo 9        | Grupo 9       |
| Local     | Resultado | Visitante | Estadio               | Fecha          | Hora (Centro) |
| --------- | --------- | --------- | --------------------- | -------------- | ------------- |
| Atlas     | 1 - 1     | Pachuca   | Jalisco               | 30 de julio    | 21:00         |
| Zacatepec | 3 - 2     | Atlas     | Agustín "Coruco" Díaz | 6 de agosto    | 19:00         |
| Pachuca   | 3 - 1     | Zacatepec | Hidalgo               | 13 de agosto   | 21:00         |
| Atlas     | 2 - 0     | Zacatepec | Jalisco               | 1 de octubre   | 19:00         |
| Zacatepec | 0 - 3     | Pachuca   | Agustín "Coruco" Díaz | 23 de octubre  | 21:00         |
| Pachuca   | 1 - 1     | Atlas     | Hidalgo               | 6 de noviembre | 19:00         |

### Mejores segundos
| Pos. | Equipo               | Pts. | PJ | G | E | P | GF | GC | Dif. | Clasificación             |
| ---- | -------------------- | ---- | -- | - | - | - | -- | -- | ---- | ------------------------- |
| 1    | Venados              | 7    | 4  | 2 | 1 | 1 | 7  | 4  | +3   | Acceso a octavos de final |
| 2    | Atlético de San Luis | 7    | 4  | 2 | 1 | 1 | 7  | 7  | 0    | Acceso a octavos de final |
| 3    | Guadalajara          | 6    | 4  | 2 | 0 | 2 | 4  | 3  | +1   | Acceso a octavos de final |
| 4    | Querétaro            | 6    | 4  | 2 | 0 | 2 | 5  | 7  | −2   | Acceso a octavos de final |
| 5    | Cafetaleros          | 6    | 4  | 2 | 0 | 2 | 3  | 8  | −5   | Acceso a octavos de final |
| 6    | Atlas                | 5    | 4  | 1 | 2 | 1 | 6  | 5  | +1   | Acceso a octavos de final |
| 7    | Celaya               | 4    | 4  | 1 | 1 | 2 | 3  | 4  | −1   | Acceso a octavos de final |
| 8    | Veracruz             | 4    | 4  | 1 | 1 | 2 | 2  | 4  | −2   |                           |
| 9    | Puebla               | 2    | 4  | 0 | 2 | 2 | 1  | 3  | −2   |                           |

 Fuente: [cita requerida]

## Tabla de los clasificados
| Pos. | Equipo               | Pts. | PJ | G | E | P | GF | GC | Dif. |
| ---- | -------------------- | ---- | -- | - | - | - | -- | -- | ---- |
| 1    | Monterrey            | 12   | 4  | 4 | 0 | 0 | 12 | 3  | +9   |
| 2    | Toluca               | 12   | 4  | 4 | 0 | 0 | 8  | 1  | +7   |
| 3    | Morelia              | 12   | 4  | 4 | 0 | 0 | 5  | 0  | +5   |
| 4    | Juárez               | 10   | 4  | 3 | 1 | 0 | 6  | 2  | +4   |
| 5    | Dorados              | 10   | 4  | 3 | 1 | 0 | 8  | 5  | +3   |
| 6    | Tijuana              | 9    | 4  | 3 | 0 | 1 | 9  | 5  | +4   |
| 7    | Pachuca              | 8    | 4  | 2 | 2 | 0 | 8  | 3  | +5   |
| 8    | UNAM                 | 8    | 4  | 2 | 2 | 0 | 6  | 1  | +5   |
|      |                      |      |    |   |   |   |    |    |      |
| 9    | Santos               | 7    | 4  | 2 | 1 | 1 | 8  | 3  | +5   |
| 10   | Venados              | 7    | 4  | 2 | 1 | 1 | 7  | 4  | +3   |
| 11   | Atlético de San Luis | 7    | 4  | 2 | 1 | 1 | 6  | 6  | 0    |
| 12   | Guadalajara          | 6    | 4  | 2 | 0 | 2 | 4  | 4  | 0    |
| 13   | Querétaro            | 6    | 4  | 2 | 0 | 2 | 5  | 7  | −2   |
| 14   | Cafetaleros          | 6    | 4  | 2 | 0 | 2 | 3  | 8  | −5   |
| 15   | Atlas                | 5    | 4  | 1 | 2 | 1 | 6  | 5  | +1   |
| 16   | Celaya               | 4    | 4  | 1 | 1 | 2 | 3  | 4  | −1   |

 Fuente: [cita requerida]

## Eliminatorias
|  | Octavos de final                                                 | Octavos de final                                                 | Octavos de final                                                 | Octavos de final                                                 | Octavos de final                                                 |   |       | Cuartos de final                                                     | Cuartos de final                                                     | Cuartos de final                                                     | Cuartos de final                                                     | Cuartos de final                                                     |  |   | Semifinales                                                    | Semifinales                                                    | Semifinales                                                    | Semifinales                                                    | Semifinales                                                    |  |   | Final                                                       | Final                                                       | Final                                                       | Final                                                       | Final                                                       |  |
|  | 21 y 22 de enero de 2020 (ida) 28 y 29 de enero de 2020 (vuelta) | 21 y 22 de enero de 2020 (ida) 28 y 29 de enero de 2020 (vuelta) | 21 y 22 de enero de 2020 (ida) 28 y 29 de enero de 2020 (vuelta) | 21 y 22 de enero de 2020 (ida) 28 y 29 de enero de 2020 (vuelta) | 21 y 22 de enero de 2020 (ida) 28 y 29 de enero de 2020 (vuelta) |   |       | 11 y 12 de febrero de 2020 (ida) 18 y 19 de febrero de 2020 (vuelta) | 11 y 12 de febrero de 2020 (ida) 18 y 19 de febrero de 2020 (vuelta) | 11 y 12 de febrero de 2020 (ida) 18 y 19 de febrero de 2020 (vuelta) | 11 y 12 de febrero de 2020 (ida) 18 y 19 de febrero de 2020 (vuelta) | 11 y 12 de febrero de 2020 (ida) 18 y 19 de febrero de 2020 (vuelta) |  |   | 3 y 4 de marzo de 2020 (ida) 10 y 11 de marzo de 2020 (vuelta) | 3 y 4 de marzo de 2020 (ida) 10 y 11 de marzo de 2020 (vuelta) | 3 y 4 de marzo de 2020 (ida) 10 y 11 de marzo de 2020 (vuelta) | 3 y 4 de marzo de 2020 (ida) 10 y 11 de marzo de 2020 (vuelta) | 3 y 4 de marzo de 2020 (ida) 10 y 11 de marzo de 2020 (vuelta) |  |   | 21 de octubre de 2020 (ida) 4 de noviembre de 2020 (vuelta) | 21 de octubre de 2020 (ida) 4 de noviembre de 2020 (vuelta) | 21 de octubre de 2020 (ida) 4 de noviembre de 2020 (vuelta) | 21 de octubre de 2020 (ida) 4 de noviembre de 2020 (vuelta) | 21 de octubre de 2020 (ida) 4 de noviembre de 2020 (vuelta) |  |
|  |                                                                  |                                                                  |                                                                  |                                                                  |                                                                  |   |       |                                                                      |                                                                      |                                                                      |                                                                      |                                                                      |  |   |                                                                |                                                                |                                                                |                                                                |                                                                |  |   |                                                             |                                                             |                                                             |                                                             |                                                             |  |
|  |                                                                  |                                                                  |                                                                  |                                                                  |                                                                  |   |       |                                                                      |                                                                      |                                                                      |                                                                      |                                                                      |  |   |                                                                |                                                                |                                                                |                                                                |                                                                |  |   |                                                             |                                                             |                                                             |                                                             |                                                             |  |
|  | 1                                                                | Monterrey                                                        | 4                                                                | 3                                                                | 7                                                                |   |       |                                                                      |                                                                      |                                                                      |                                                                      |                                                                      |  |   |                                                                |                                                                |                                                                |                                                                |                                                                |  |   |                                                             |                                                             |                                                             |                                                             |                                                             |  |
|  | 1                                                                | Monterrey                                                        | 4                                                                | 3                                                                | 7                                                                |   |       |                                                                      |                                                                      |                                                                      |                                                                      |                                                                      |  |   |                                                                |                                                                |                                                                |                                                                |                                                                |  |   |                                                             |                                                             |                                                             |                                                             |                                                             |  |
|  | 16                                                               | Celaya                                                           | 3                                                                | 0                                                                | 3                                                                |   |       |                                                                      |                                                                      |                                                                      |                                                                      |                                                                      |  |   |                                                                |                                                                |                                                                |                                                                |                                                                |  |   |                                                             |                                                             |                                                             |                                                             |                                                             |  |
|  | 16                                                               | Celaya                                                           | 3                                                                | 0                                                                | 3                                                                |   | 1     | Monterrey                                                            | 0                                                                    | 1                                                                    | 1                                                                    |                                                                      |  |   |                                                                |                                                                |                                                                |                                                                |                                                                |  |   |                                                             |                                                             |                                                             |                                                             |                                                             |  |
|  |                                                                  |                                                                  |                                                                  |                                                                  |                                                                  |   | 1     | Monterrey                                                            | 0                                                                    | 1                                                                    | 1                                                                    |                                                                      |  |   |                                                                |                                                                |                                                                |                                                                |                                                                |  |   |                                                             |                                                             |                                                             |                                                             |                                                             |  |
|  |                                                                  |                                                                  | 9                                                                | Santos                                                           | 0                                                                | 0 | 0     |                                                                      |                                                                      |                                                                      |                                                                      |                                                                      |  |   |                                                                |                                                                |                                                                |                                                                |                                                                |  |   |                                                             |                                                             |                                                             |                                                             |                                                             |  |
|  | 8                                                                | UNAM                                                             | 9                                                                | Santos                                                           | 0                                                                | 0 | 0     | 2                                                                    | 2                                                                    | 4                                                                    |                                                                      |                                                                      |  |   |                                                                |                                                                |                                                                |                                                                |                                                                |  |   |                                                             |                                                             |                                                             |                                                             |                                                             |  |
|  | 8                                                                | UNAM                                                             |                                                                  |                                                                  |                                                                  |   |       |                                                                      |                                                                      | 4                                                                    |                                                                      |                                                                      |  |   |                                                                |                                                                |                                                                |                                                                |                                                                |  |   |                                                             |                                                             |                                                             |                                                             |                                                             |  |
|  | 9                                                                | Santos                                                           | 4                                                                | 1                                                                | 5                                                                |   |       |                                                                      |                                                                      |                                                                      |                                                                      |                                                                      |  |   |                                                                |                                                                |                                                                |                                                                |                                                                |  |   |                                                             |                                                             |                                                             |                                                             |                                                             |  |
|  | 9                                                                | Santos                                                           | 4                                                                | 1                                                                | 5                                                                |   |       |                                                                      |                                                                      |                                                                      |                                                                      |                                                                      |  | 1 | Monterrey (p.)                                                 | 0                                                              | 2                                                              | 2 (6)                                                          |                                                                |  |   |                                                             |                                                             |                                                             |                                                             |                                                             |  |
|  |                                                                  |                                                                  |                                                                  |                                                                  |                                                                  |   |       |                                                                      |                                                                      |                                                                      |                                                                      |                                                                      |  | 1 | Monterrey (p.)                                                 | 0                                                              | 2                                                              | 2 (6)                                                          |                                                                |  |   |                                                             |                                                             |                                                             |                                                             |                                                             |  |
|  |                                                                  |                                                                  | 4                                                                | Juárez                                                           | 2                                                                | 0 | 2 (5) |                                                                      |                                                                      |                                                                      |                                                                      |                                                                      |  |   |                                                                |                                                                |                                                                |                                                                |                                                                |  |   |                                                             |                                                             |                                                             |                                                             |                                                             |  |
|  | 4                                                                | Juárez                                                           | 4                                                                | Juárez                                                           | 2                                                                | 0 | 2 (5) | 2                                                                    | 3                                                                    | 5                                                                    |                                                                      |                                                                      |  |   |                                                                |                                                                |                                                                |                                                                |                                                                |  |   |                                                             |                                                             |                                                             |                                                             |                                                             |  |
|  | 4                                                                | Juárez                                                           |                                                                  |                                                                  |                                                                  |   |       |                                                                      |                                                                      | 5                                                                    |                                                                      |                                                                      |  |   |                                                                |                                                                |                                                                |                                                                |                                                                |  |   |                                                             |                                                             |                                                             |                                                             |                                                             |  |
|  | 13                                                               | Querétaro                                                        | 3                                                                | 1                                                                | 4                                                                |   |       |                                                                      |                                                                      |                                                                      |                                                                      |                                                                      |  |   |                                                                |                                                                |                                                                |                                                                |                                                                |  |   |                                                             |                                                             |                                                             |                                                             |                                                             |  |
|  | 13                                                               | Querétaro                                                        | 3                                                                | 1                                                                | 4                                                                |   | 4     | Juárez                                                               | 0                                                                    | 3                                                                    | 3                                                                    |                                                                      |  |   |                                                                |                                                                |                                                                |                                                                |                                                                |  |   |                                                             |                                                             |                                                             |                                                             |                                                             |  |
|  |                                                                  |                                                                  |                                                                  |                                                                  |                                                                  |   | 4     | Juárez                                                               | 0                                                                    | 3                                                                    | 3                                                                    |                                                                      |  |   |                                                                |                                                                |                                                                |                                                                |                                                                |  |   |                                                             |                                                             |                                                             |                                                             |                                                             |  |
|  |                                                                  |                                                                  | 5                                                                | Dorados                                                          | 0                                                                | 0 | 0     |                                                                      |                                                                      |                                                                      |                                                                      |                                                                      |  |   |                                                                |                                                                |                                                                |                                                                |                                                                |  |   |                                                             |                                                             |                                                             |                                                             |                                                             |  |
|  | 5                                                                | Dorados (p.)                                                     | 5                                                                | Dorados                                                          | 0                                                                | 0 | 0     | 2                                                                    | 0                                                                    | 2 (6)                                                                |                                                                      |                                                                      |  |   |                                                                |                                                                |                                                                |                                                                |                                                                |  |   |                                                             |                                                             |                                                             |                                                             |                                                             |  |
|  | 5                                                                | Dorados (p.)                                                     |                                                                  |                                                                  |                                                                  |   |       |                                                                      |                                                                      | 2 (6)                                                                |                                                                      |                                                                      |  |   |                                                                |                                                                |                                                                |                                                                |                                                                |  |   |                                                             |                                                             |                                                             |                                                             |                                                             |  |
|  | 12                                                               | Guadalajara                                                      | 1                                                                | 1                                                                | 2 (5)                                                            |   |       |                                                                      |                                                                      |                                                                      |                                                                      |                                                                      |  |   |                                                                |                                                                |                                                                |                                                                |                                                                |  |   |                                                             |                                                             |                                                             |                                                             |                                                             |  |
|  | 12                                                               | Guadalajara                                                      | 1                                                                | 1                                                                | 2 (5)                                                            |   |       |                                                                      |                                                                      |                                                                      |                                                                      |                                                                      |  |   |                                                                |                                                                |                                                                |                                                                |                                                                |  | 1 | Monterrey                                                   | 1                                                           | 1                                                           | 2                                                           |                                                             |  |
|  |                                                                  |                                                                  |                                                                  |                                                                  |                                                                  |   |       |                                                                      |                                                                      |                                                                      |                                                                      |                                                                      |  |   |                                                                |                                                                |                                                                |                                                                |                                                                |  | 1 | Monterrey                                                   | 1                                                           | 1                                                           | 2                                                           |                                                             |  |
|  |                                                                  |                                                                  | 6                                                                | Tijuana                                                          | 0                                                                | 1 | 1     |                                                                      |                                                                      |                                                                      |                                                                      |                                                                      |  |   |                                                                |                                                                |                                                                |                                                                |                                                                |  |   |                                                             |                                                             |                                                             |                                                             |                                                             |  |
|  | 2                                                                | Toluca (p.)                                                      | 6                                                                | Tijuana                                                          | 0                                                                | 1 | 1     | 1                                                                    | 3                                                                    | 4 (5)                                                                |                                                                      |                                                                      |  |   |                                                                |                                                                |                                                                |                                                                |                                                                |  |   |                                                             |                                                             |                                                             |                                                             |                                                             |  |
|  | 2                                                                | Toluca (p.)                                                      |                                                                  |                                                                  |                                                                  |   |       |                                                                      |                                                                      | 4 (5)                                                                |                                                                      |                                                                      |  |   |                                                                |                                                                |                                                                |                                                                |                                                                |  |   |                                                             |                                                             |                                                             |                                                             |                                                             |  |
|  | 15                                                               | Atlas                                                            | 2                                                                | 2                                                                | 4 (3)                                                            |   |       |                                                                      |                                                                      |                                                                      |                                                                      |                                                                      |  |   |                                                                |                                                                |                                                                |                                                                |                                                                |  |   |                                                             |                                                             |                                                             |                                                             |                                                             |  |
|  | 15                                                               | Atlas                                                            | 2                                                                | 2                                                                | 4 (3)                                                            |   | 2     | Toluca                                                               | 2                                                                    | 5                                                                    | 7                                                                    |                                                                      |  |   |                                                                |                                                                |                                                                |                                                                |                                                                |  |   |                                                             |                                                             |                                                             |                                                             |                                                             |  |
|  |                                                                  |                                                                  |                                                                  |                                                                  |                                                                  |   | 2     | Toluca                                                               | 2                                                                    | 5                                                                    | 7                                                                    |                                                                      |  |   |                                                                |                                                                |                                                                |                                                                |                                                                |  |   |                                                             |                                                             |                                                             |                                                             |                                                             |  |
|  |                                                                  |                                                                  | 7                                                                | Pachuca                                                          | 2                                                                | 1 | 3     |                                                                      |                                                                      |                                                                      |                                                                      |                                                                      |  |   |                                                                |                                                                |                                                                |                                                                |                                                                |  |   |                                                             |                                                             |                                                             |                                                             |                                                             |  |
|  | 7                                                                | Pachuca                                                          | 7                                                                | Pachuca                                                          | 2                                                                | 1 | 3     | 1                                                                    | 3                                                                    | 4                                                                    |                                                                      |                                                                      |  |   |                                                                |                                                                |                                                                |                                                                |                                                                |  |   |                                                             |                                                             |                                                             |                                                             |                                                             |  |
|  | 7                                                                | Pachuca                                                          |                                                                  |                                                                  |                                                                  |   |       |                                                                      |                                                                      | 4                                                                    |                                                                      |                                                                      |  |   |                                                                |                                                                |                                                                |                                                                |                                                                |  |   |                                                             |                                                             |                                                             |                                                             |                                                             |  |
|  | 10                                                               | Venados                                                          | 1                                                                | 1                                                                | 2                                                                |   |       |                                                                      |                                                                      |                                                                      |                                                                      |                                                                      |  |   |                                                                |                                                                |                                                                |                                                                |                                                                |  |   |                                                             |                                                             |                                                             |                                                             |                                                             |  |
|  | 10                                                               | Venados                                                          | 1                                                                | 1                                                                | 2                                                                |   |       |                                                                      |                                                                      |                                                                      |                                                                      |                                                                      |  | 2 | Toluca                                                         | 0                                                              | 3                                                              | 3                                                              |                                                                |  |   |                                                             |                                                             |                                                             |                                                             |                                                             |  |
|  |                                                                  |                                                                  |                                                                  |                                                                  |                                                                  |   |       |                                                                      |                                                                      |                                                                      |                                                                      |                                                                      |  | 2 | Toluca                                                         | 0                                                              | 3                                                              | 3                                                              |                                                                |  |   |                                                             |                                                             |                                                             |                                                             |                                                             |  |
|  |                                                                  |                                                                  | 6                                                                | Tijuana                                                          | 3                                                                | 4 | 7     |                                                                      |                                                                      |                                                                      |                                                                      |                                                                      |  |   |                                                                |                                                                |                                                                |                                                                |                                                                |  |   |                                                             |                                                             |                                                             |                                                             |                                                             |  |
|  | 3                                                                | Morelia (p.)                                                     | 6                                                                | Tijuana                                                          | 3                                                                | 4 | 7     | 1                                                                    | 3                                                                    | 4 (3)                                                                |                                                                      |                                                                      |  |   |                                                                |                                                                |                                                                |                                                                |                                                                |  |   |                                                             |                                                             |                                                             |                                                             |                                                             |  |
|  | 3                                                                | Morelia (p.)                                                     |                                                                  |                                                                  |                                                                  |   |       |                                                                      |                                                                      | 4 (3)                                                                |                                                                      |                                                                      |  |   |                                                                |                                                                |                                                                |                                                                |                                                                |  |   |                                                             |                                                             |                                                             |                                                             |                                                             |  |
|  | 14                                                               | Cafetaleros                                                      | 4                                                                | 0                                                                | 4 (2)                                                            |   |       |                                                                      |                                                                      |                                                                      |                                                                      |                                                                      |  |   |                                                                |                                                                |                                                                |                                                                |                                                                |  |   |                                                             |                                                             |                                                             |                                                             |                                                             |  |
|  | 14                                                               | Cafetaleros                                                      | 4                                                                | 0                                                                | 4 (2)                                                            |   | 3     | Morelia                                                              | 1                                                                    | 0                                                                    | 1                                                                    |                                                                      |  |   |                                                                |                                                                |                                                                |                                                                |                                                                |  |   |                                                             |                                                             |                                                             |                                                             |                                                             |  |
|  |                                                                  |                                                                  |                                                                  |                                                                  |                                                                  |   | 3     | Morelia                                                              | 1                                                                    | 0                                                                    | 1                                                                    |                                                                      |  |   |                                                                |                                                                |                                                                |                                                                |                                                                |  |   |                                                             |                                                             |                                                             |                                                             |                                                             |  |
|  |                                                                  |                                                                  | 6                                                                | Tijuana                                                          | 3                                                                | 0 | 3     |                                                                      |                                                                      |                                                                      |                                                                      |                                                                      |  |   |                                                                |                                                                |                                                                |                                                                |                                                                |  |   |                                                             |                                                             |                                                             |                                                             |                                                             |  |
|  | 6                                                                | Tijuana                                                          | 6                                                                | Tijuana                                                          | 3                                                                | 0 | 3     | 1                                                                    | 1                                                                    | 2                                                                    |                                                                      |                                                                      |  |   |                                                                |                                                                |                                                                |                                                                |                                                                |  |   |                                                             |                                                             |                                                             |                                                             |                                                             |  |
|  | 6                                                                | Tijuana                                                          |                                                                  |                                                                  |                                                                  |   |       |                                                                      |                                                                      | 2                                                                    |                                                                      |                                                                      |  |   |                                                                |                                                                |                                                                |                                                                |                                                                |  |   |                                                             |                                                             |                                                             |                                                             |                                                             |  |
|  | 11                                                               | Atlético de San Luis                                             | 0                                                                | 0                                                                | 0                                                                |   |       |                                                                      |                                                                      |                                                                      |                                                                      |                                                                      |  |   |                                                                |                                                                |                                                                |                                                                |                                                                |  |   |                                                             |                                                             |                                                             |                                                             |                                                             |  |
|  | 11                                                               | Atlético de San Luis                                             | 0                                                                | 0                                                                | 0                                                                |   |       |                                                                      |                                                                      |                                                                      |                                                                      |                                                                      |  |   |                                                                |                                                                |                                                                |                                                                |                                                                |  |   |                                                             |                                                             |                                                             |                                                             |                                                             |  |
|  |                                                                  |                                                                  |                                                                  |                                                                  |                                                                  |   |       |                                                                      |                                                                      |                                                                      |                                                                      |                                                                      |  |   |                                                                |                                                                |                                                                |                                                                |                                                                |  |   |                                                             |                                                             |                                                             |                                                             |                                                             |  |

### Octavos de final

#### Monterrey - Celaya
| 22 de enero de 2020, 19:00 | Celaya                                | 3:4 (1:1) | Monterrey                                 | Estadio Miguel Alemán Valdés, Celaya                                   |                                                                        |
|                            | Camacho 19' · Reyes 51' · López 90+3' | Reporte   | Layún 29' · Funes Mori 55' · Meza 71' 80' | Asistencia: 10,301 espectadores Árbitro(s): Edgar Allan Morales Olvera | Asistencia: 10,301 espectadores Árbitro(s): Edgar Allan Morales Olvera |

| 29 de enero de 2020, 21:10          | Monterrey                             | 3:0 (1:0) (Global 7:3) | Celaya | Estadio BBVA, Monterrey                                                      |                                                                              |
|                                     | Gallardo 7' · Janssen 63' · Layún 72' | Reporte                |        | Asistencia: 24,644 espectadores Árbitro(s): Víctor Alfonso Cáceres Hernández | Asistencia: 24,644 espectadores Árbitro(s): Víctor Alfonso Cáceres Hernández |
| Monterrey avanza a cuartos de final |                                       |                        |        |                                                                              |                                                                              |

#### UNAM - Santos
| 22 de enero de 2020, 21:00 | Santos                           | 4:2 (1:0) | UNAM                      | Estadio Corona, Torreón                                             |                                                                     |
|                            | Aguirre 29' 65' · Rivero 48' 59' | Reporte   | García 69' · Malcorra 90' | Asistencia: 9042 espectadores Árbitro(s): Brian Omar González Veles | Asistencia: 9042 espectadores Árbitro(s): Brian Omar González Veles |

| 29 de enero de 2020, 19:00       | UNAM                     | 2:1 (1:1) (Global 4:5) | Santos      | Estadio Olímpico Universitario, Ciudad de México                   |                                                                    |
|                                  | Mayorga 6' · Dinenno 86' | Reporte                | Aguirre 23' | Asistencia: 9405 espectadores Árbitro(s): Marco Antonio Ortiz Nava | Asistencia: 9405 espectadores Árbitro(s): Marco Antonio Ortiz Nava |
| Santos avanza a cuartos de final |                          |                        |             |                                                                    |                                                                    |

#### Juárez - Querétaro
| 21 de enero de 2020, 19:00 | Querétaro                                | 3:2 (1:1) | Juárez                | Estadio Corregidora, Querétaro                                      |                                                                     |
|                            | Triverio 2' · Viniegra 46' · Cortizo 51' | Reporte   | López 38' · Rubio 86' | Asistencia: 9,511 espectadores Árbitro(s): Alejandro Funk Villafañe | Asistencia: 9,511 espectadores Árbitro(s): Alejandro Funk Villafañe |

| 29 de enero de 2020, 21:10       | Juárez                                | 3:1 (1:0) (Global 5:4) | Querétaro    | Estadio Olímpico Benito Juárez, Ciudad Juárez                            |                                                                          |
|                                  | Sagal 43' · Rabuñal 52' · Lezcano 82' | Reporte                | Castillo 67' | Asistencia: 9,147 espectadores Árbitro(s): César Arturo Ramos Palazuelos | Asistencia: 9,147 espectadores Árbitro(s): César Arturo Ramos Palazuelos |
| Juárez avanza a cuartos de final |                                       |                        |              |                                                                          |                                                                          |

#### Dorados - Guadalajara
| 21 de enero de 2020, 21:00 | Guadalajara    | 1:2 (0:1) | Dorados                 | Estadio Akron, Zapopan                                                       |                                                                              |
|                            | Calderón 90+2' | Reporte   | Escoto 38' · Monges 57' | Asistencia: 21,853 espectadores Árbitro(s): Víctor Alfonso Cáceres Hernández | Asistencia: 21,853 espectadores Árbitro(s): Víctor Alfonso Cáceres Hernández |

| 28 de enero de 2020, 21:10        | Dorados                                                  | 0:1 (0:1) (6:5 p.)(Global 2:2) | Guadalajara                                             | Estadio Banorte, Culiacán                                              |                                                                        |
|                                   |                                                          | Reporte                        | Calderón 23'                                            | Asistencia: 19,333 espectadores Árbitro(s): Alan Enrique Martínez Vega | Asistencia: 19,333 espectadores Árbitro(s): Alan Enrique Martínez Vega |
|                                   |                                                          | Tiros desde el punto penal     |                                                         |                                                                        |                                                                        |
|                                   | Escoto · Contreras · Domínguez · Muñoz · Monges · Zúñiga |                                | Briseño · Antuna · Sepúlevda · Calderón · López · Ponce |                                                                        |                                                                        |
| Dorados avanza a cuartos de final |                                                          |                                |                                                         |                                                                        |                                                                        |

#### Toluca - Atlas
| 22 de enero de 2020, 21:00 | Atlas                        | 2:1 (2:1) | Toluca        | Estadio Jalisco, Guadalajara                                              |                                                                           |
|                            | Jeraldino 16' · Zaldívar 22' | Reporte   | Castañeda 42' | Asistencia: 14,958 espectadores Árbitro(s): Juan Andrés Esquivel González | Asistencia: 14,958 espectadores Árbitro(s): Juan Andrés Esquivel González |

| 28 de enero de 2020, 19:00        | Toluca                                        | 3:2 (1:1) (5:3 p.)(Global 4:4) | Atlas                               | Estadio Nemesio Díez, Toluca                                               |                                                                            |
|                                   | Estrada 16' · Rigonato 76' · Güémez 87'       | Reporte                        | Correa 27' · Conti 49'              | Asistencia: 24,446 espectadores Árbitro(s): Luis Enrique Santander Aguirre | Asistencia: 24,446 espectadores Árbitro(s): Luis Enrique Santander Aguirre |
|                                   |                                               | Tiros desde el punto penal     |                                     |                                                                            |                                                                            |
|                                   | Fernández · Canelo · Rigonato · Ruiz · Güémez |                                | Isijara · Abella · Reyes · Zaldívar |                                                                            |                                                                            |
| Toluca avanza a cuartos de final. |                                               |                                |                                     |                                                                            |                                                                            |

#### Pachuca - Venados
| 21 de enero de 2020, 19:00 | Venados      | 1:1 (1:0) | Pachuca         | Estadio Carlos Iturralde Rivero, Mérida                              |                                                                      |
|                            | G. Acosta 7' | Reporte   | H. Acosta 90+5' | Asistencia: 6,588 espectadores Árbitro(s): Saúl Alfredo Silva Pineda | Asistencia: 6,588 espectadores Árbitro(s): Saúl Alfredo Silva Pineda |

| 29 de enero de 2020, 19:00         | Pachuca                    | 3:1 (1:0) (Global 4:2) | Venados       | Estadio Hidalgo, Pachuca                                          |                                                                   |
|                                    | Kâzim-Richards 11' 67' 86' | Reporte                | G. Acosta 68' | Asistencia: 7,545 espectadores Árbitro(s): Eduardo Galván Basulto | Asistencia: 7,545 espectadores Árbitro(s): Eduardo Galván Basulto |
| Pachuca avanza a cuartos de final. |                            |                        |               |                                                                   |                                                                   |

#### Morelia - Cafetaleros
| 22 de enero de 2020, 19:00 | Cafetaleros                                     | 4:1 (2:1) | Morelia          | Estadio Víctor Manuel Reyna, Tuxtla Gutiérrez                         |                                                                       |
|                            | Lucas Maia 19' · Díaz 38' 74' · Imperiale 90+1' | Reporte   | Aristeguieta 28' | Asistencia: 8,214 espectadores Árbitro(s): Alan Enrique Martínez Vega | Asistencia: 8,214 espectadores Árbitro(s): Alan Enrique Martínez Vega |

| 28 de enero de 2020, 19:00        | Morelia                                   | 3:0 (2:0) (3:2 p.)(Global 4:4) | Cafetaleros                                 | Estadio Morelos, Morelia                                              |                                                                       |
|                                   | Rocha 14' 44' · Aristeguieta 57'          | Reporte                        |                                             | Asistencia: 10,522 espectadores Árbitro(s): Jorge Antonio Pérez Durán | Asistencia: 10,522 espectadores Árbitro(s): Jorge Antonio Pérez Durán |
|                                   |                                           | Tiros desde el punto penal     |                                             |                                                                       |                                                                       |
|                                   | Rocha · Aristeguieta · Achilier · Mendoza |                                | Díaz · Monge · Venegas · Martínez · Illanes |                                                                       |                                                                       |
| Morelia avanza a cuartos de final |                                           |                                |                                             |                                                                       |                                                                       |

#### Tijuana - Atlético San Luis
| 21 de enero de 2020, 21:00 | Atlético San Luis | 0:1 (0:0) | Tijuana     | Estadio Alfonso Lastras Ramírez, San Luis Potosí                      |                                                                       |
|                            |                   | Reporte   | Sánchez 83' | Asistencia: 8,742 espectadores Árbitro(s): Mario Humberto Vargas Mata | Asistencia: 8,742 espectadores Árbitro(s): Mario Humberto Vargas Mata |

| 28 de enero de 2020, 21:10        | Tijuana   | 1:0 (0:0) (Global 2:0) | Atlético San Luis | Estadio Caliente, Tijuana                                     |                                                               |
|                                   | López 66' | Reporte                |                   | Asistencia: 17,333 espectadores Árbitro(s): Oscar Macías Romo | Asistencia: 17,333 espectadores Árbitro(s): Oscar Macías Romo |
| Tijuana avanza a cuartos de final |           |                        |                   |                                                               |                                                               |

### Cuartos de final

#### Monterrey - Santos
| 11 de febrero de 2020, 19:00 | Santos | 0:0     | Monterrey | Estadio Corona, Torreón                                          |                                                                  |
|                              |        | Reporte |           | Asistencia: 9931 espectadores Árbitro(s): Eduardo Galván Basulto | Asistencia: 9931 espectadores Árbitro(s): Eduardo Galván Basulto |

| 19 de febrero de 2020, 19:00    | Monterrey   | 1:0 (1:0) (Global 1:0) | Santos | Estadio BBVA, Monterrey                                          |                                                                  |
|                                 | Alvarado 3' | Reporte                |        | Asistencia: 27 100 espectadores Árbitro(s): Diego Montaño Robles | Asistencia: 27 100 espectadores Árbitro(s): Diego Montaño Robles |
| Monterrey avanza a semifinales. |             |                        |        |                                                                  |                                                                  |

#### Juárez - Dorados
| 12 de febrero de 2020, 21:00 | Dorados | 0:0     | Juárez | Estadio Banorte, Culiacán                                                |                                                                          |
|                              |         | Reporte |        | Asistencia: 5,623 espectadores Árbitro(s): Juan Andrés Esquivel González | Asistencia: 5,623 espectadores Árbitro(s): Juan Andrés Esquivel González |

| 19 de febrero de 2020, 21:10 | Juárez                     | 3:0 (3:0) (Global 3:0) | Dorados | Estadio Olímpico Benito Juárez, Ciudad Juárez                         |                                                                       |
|                              | Santos 10' 41' · Rubio 17' | Reporte                |         | Asistencia: 11,356 espectadores Árbitro(s): Fernando Guerrero Ramírez | Asistencia: 11,356 espectadores Árbitro(s): Fernando Guerrero Ramírez |
| Juárez avanza a semifinales. |                            |                        |         |                                                                       |                                                                       |

#### Toluca - Pachuca
| 12 de febrero de 2020, 19:00 | Pachuca                 | 2:2 (1:1) | Toluca                  | Estadio Hidalgo, Pachuca                                               |                                                                        |
|                              | Sauro 40' · Orona 90+3' | Reporte   | Estrada 17' · Pardo 74' | Asistencia: 12,869 espectadores Árbitro(s): Jorge Isaac Rojas Castillo | Asistencia: 12,869 espectadores Árbitro(s): Jorge Isaac Rojas Castillo |

| 18 de febrero de 2020, 21:10 | Toluca                                           | 5:1 (0:1) (Global 7:3) | Pachuca    | Estadio Nemesio Díez, Toluca                                         |                                                                      |
|                              | Castañeda 46' 85' · Estrada 57' 71' · Canelo 74' | Reporte                | Dávila 28' | Asistencia: 25,744 espectadores Árbitro(s): Marco Antonio Ortiz Nava | Asistencia: 25,744 espectadores Árbitro(s): Marco Antonio Ortiz Nava |
| Toluca avanza a semifinales. |                                                  |                        |            |                                                                      |                                                                      |

#### Morelia - Tijuana
| 11 de febrero de 2020, 21:00 | Tijuana                                | 3:1 (1:0) | Morelia       | Estadio Caliente, Tijuana                                      |                                                                |
|                              | González 19' · Colula 78' · Torres 83' | Reporte   | Rodríguez 61' | Asistencia: 24,333 espectadores Árbitro(s): Óscar Mejía García | Asistencia: 24,333 espectadores Árbitro(s): Óscar Mejía García |

| 18 de febrero de 2020, 19:00  | Morelia | 0:0 (Global 1:3) | Tijuana | Estadio Morelos, Morelia                                               |                                                                        |
|                               |         | Reporte          |         | Asistencia: 20,824 espectadores Árbitro(s): Jorge Isaac Rojas Castillo | Asistencia: 20,824 espectadores Árbitro(s): Jorge Isaac Rojas Castillo |
| Tijuana avanza a semifinales. |         |                  |         |                                                                        |                                                                        |

### Semifinales

#### Monterrey - Juárez
| 4 de marzo de 2020, 21:00 | Juárez                    | 2:0 (0:0) | Monterrey | Estadio Olímpico Benito Juárez, Ciudad Juárez                        |                                                                      |
|                           | Lezcano 86' · Rolán 90+2' | Reporte   |           | Asistencia: 13,963 espectadores Árbitro(s): Marco Antonio Ortiz Nava | Asistencia: 13,963 espectadores Árbitro(s): Marco Antonio Ortiz Nava |

| 11 de marzo de 2020, 21:00   | Monterrey                                                             | 2:0 (1:0) (6:5 p.)(Global 2:2) | Juárez                                                           | Estadio BBVA, Monterrey                                            |                                                                    |
|                              | Funes Mori 5' · Sánchez 67'                                           | Reporte                        |                                                                  | Asistencia: 28,404 espectadores Árbitro(s): Eduardo Galván Basulto | Asistencia: 28,404 espectadores Árbitro(s): Eduardo Galván Basulto |
|                              |                                                                       | Tiros desde el punto penal     |                                                                  |                                                                    |                                                                    |
|                              | González · Sánchez · Funes Mori · Pabón · Meza · Cárdenas · Rodríguez |                                | Olivera · Lezcano · Romo · Intriago · Rolán · Nevarez · Viniegra |                                                                    |                                                                    |
| Monterrey avanza a la final. |                                                                       |                                |                                                                  |                                                                    |                                                                    |

#### Toluca - Tijuana
| 3 de marzo de 2020, 21:00 | Tijuana            | 3:0 (2:0) | Toluca | Estadio Caliente, Tijuana                                        |                                                                  |
|                           | Angulo 19' 36' 55' | Reporte   |        | Asistencia: 24,333 espectadores Árbitro(s): Diego Montaño Robles | Asistencia: 24,333 espectadores Árbitro(s): Diego Montaño Robles |

| 10 de marzo de 2020, 21:00 | Toluca                        | 3:4 (2:1) (Global 3:7) | Tijuana                                              | Estadio Nemesio Díez, Toluca                                          |                                                                       |
|                            | Güémez 7' · Castañeda 34' 51' | Reporte                | González 29' · Rivera 61' · Silva 64' · Barbieri 70' | Asistencia: 25,744 espectadores Árbitro(s): Fernando Guerrero Ramírez | Asistencia: 25,744 espectadores Árbitro(s): Fernando Guerrero Ramírez |
| Tijuana avanza a la final. |                               |                        |                                                      |                                                                       |                                                                       |

### Final

#### Monterrey - Tijuana
| 21 de octubre de 2020, 21:06 | Tijuana | 0:1 (0:1) | Monterrey   | Estadio Caliente, Tijuana                                     |                                                               |
|                              |         | Reporte   | 18' Sánchez | Asistencia: 0 espectadores Árbitro(s): Eduardo Galván Basulto | Asistencia: 0 espectadores Árbitro(s): Eduardo Galván Basulto |

| 4 de noviembre de 2020, 20:30                   | Monterrey   | 1:1 (0:0) (Global 2:1) | Tijuana           | Estadio BBVA, Monterrey                                          |                                                                  |
|                                                 | Janssen 86' | Reporte                | 88' David Barbona | Asistencia: 0 espectadores Árbitro(s): Jorge Antonio Pérez Durán | Asistencia: 0 espectadores Árbitro(s): Jorge Antonio Pérez Durán |
| Monterrey es campeón de la Copa México 2019-20. |             |                        |                   |                                                                  |                                                                  |

#### Primer partido de la final
| 1     | POR   | Jonathan Orozco  |     |
| 4     | DEF   | Jordan Silva     |     |
| 22    | DEF   | Vladimir Loroña  |     |
| 34    | DEF   | Víctor Guzmán    | 45' |
| 18    | MED   | Aldo Cruz        | 72' |
| 14    | MED   | Christian Rivera |     |
| 20    | MED   | Mauro Lainez     |     |
| 23    | MED   | Luis Gamíz       | 54' |
| 29    | MED   | Edgar López      |     |
| 7     | DEL   | Fabián Castillo  | 61' |
| 11    | DEL   | Bryan Angulo     | 54' |
| D. T. | D. T. | Pablo Guede      |     |

| 22    | POR   | Luis Cárdenas      |       |
| 3     | DEF   | César Montes       |       |
| 4     | DEF   | Nicolás Sánchez    |       |
| 6     | DEF   | Edson Gutiérrez    |       |
| 20    | DEF   | Sebastián Vegas    |       |
| 27    | DEF   | Daniel Parra       |       |
| 5     | MED   | Matías Kranevitter |       |
| 11    | MED   | Maximiliano Meza   | 74'   |
| 21    | MED   | Arturo González    | 65'   |
| 7     | DEL   | Rogelio Funes Mori | 90+4' |
| 199   | DEL   | Alfonso Alvarado   | 90+4' |
| D. T. | D. T. | Antonio Mohamed    |       |

| 3  | DEF | Miguel Barbieri | 45' |
| 19 | MED | Marcel Ruiz     | 54' |
| 33 | DEL | Luís Leal       | 54' |
| 21 | MED | Jordi Cortizo   | 61' |
| 30 | MED | David Barbona   | 72' |

| 16  | MED | Celso Ortiz     | 65'   |
| 35  | MED | Eric Cantú      | 74'   |
| 9   | DEL | Vincent Janssen | 90+4' |
| 210 | DEL | Shayr Mohamed   | 90+4' |

| 18' | Nicolás Sánchez | 0:1 |

| 1' · 17' · 83' | Víctor Guzmán Fabián Castillo Jordan Silva |

| 48' | Nicolás Sánchez |

| 82' | Marcel Ruiz |

| 73' | Daniel Parra |

| Principal  | Eduardo Galván Basulto |
| Asistentes | Miguel Ángel Hernández |
|            | Karen Díaz             |
| Cuarto     | Erick Yair Miranda     |

|                    |     |     |
| Tiros              | 12  | 8   |
| Tiros a puerta     | 1   | 2   |
| Faltas             | 19  | 8   |
| Saques de esquina  | 5   | 2   |
| Penaltis           | 0   | 1   |
| Fueras de juego    | 0   | 0   |
| Posesión del balón | 65% | 35% |

| Alineación inicial |

| 1     | POR   | Jonathan Orozco  |     |
| 4     | DEF   | Jordan Silva     |     |
| 22    | DEF   | Vladimir Loroña  |     |
| 34    | DEF   | Víctor Guzmán    | 45' |
| 18    | MED   | Aldo Cruz        | 72' |
| 14    | MED   | Christian Rivera |     |
| 20    | MED   | Mauro Lainez     |     |
| 23    | MED   | Luis Gamíz       | 54' |
| 29    | MED   | Edgar López      |     |
| 7     | DEL   | Fabián Castillo  | 61' |
| 11    | DEL   | Bryan Angulo     | 54' |
| D. T. | D. T. | Pablo Guede      |     |

| 22    | POR   | Luis Cárdenas      |       |
| 3     | DEF   | César Montes       |       |
| 4     | DEF   | Nicolás Sánchez    |       |
| 6     | DEF   | Edson Gutiérrez    |       |
| 20    | DEF   | Sebastián Vegas    |       |
| 27    | DEF   | Daniel Parra       |       |
| 5     | MED   | Matías Kranevitter |       |
| 11    | MED   | Maximiliano Meza   | 74'   |
| 21    | MED   | Arturo González    | 65'   |
| 7     | DEL   | Rogelio Funes Mori | 90+4' |
| 199   | DEL   | Alfonso Alvarado   | 90+4' |
| D. T. | D. T. | Antonio Mohamed    |       |

| 3  | DEF | Miguel Barbieri | 45' |
| 19 | MED | Marcel Ruiz     | 54' |
| 33 | DEL | Luís Leal       | 54' |
| 21 | MED | Jordi Cortizo   | 61' |
| 30 | MED | David Barbona   | 72' |

| 16  | MED | Celso Ortiz     | 65'   |
| 35  | MED | Eric Cantú      | 74'   |
| 9   | DEL | Vincent Janssen | 90+4' |
| 210 | DEL | Shayr Mohamed   | 90+4' |

| 18' | Nicolás Sánchez | 0:1 |

| 1' · 17' · 83' | Víctor Guzmán Fabián Castillo Jordan Silva |

| 48' | Nicolás Sánchez |

| 82' | Marcel Ruiz |

| 73' | Daniel Parra |

| Principal  | Eduardo Galván Basulto |
| Asistentes | Miguel Ángel Hernández |
|            | Karen Díaz             |
| Cuarto     | Erick Yair Miranda     |

|                    |     |     |
| Tiros              | 12  | 8   |
| Tiros a puerta     | 1   | 2   |
| Faltas             | 19  | 8   |
| Saques de esquina  | 5   | 2   |
| Penaltis           | 0   | 1   |
| Fueras de juego    | 0   | 0   |
| Posesión del balón | 65% | 35% |

| Alineación inicial |

| 1     | POR   | Jonathan Orozco  |     |
| 4     | DEF   | Jordan Silva     |     |
| 22    | DEF   | Vladimir Loroña  |     |
| 34    | DEF   | Víctor Guzmán    | 45' |
| 18    | MED   | Aldo Cruz        | 72' |
| 14    | MED   | Christian Rivera |     |
| 20    | MED   | Mauro Lainez     |     |
| 23    | MED   | Luis Gamíz       | 54' |
| 29    | MED   | Edgar López      |     |
| 7     | DEL   | Fabián Castillo  | 61' |
| 11    | DEL   | Bryan Angulo     | 54' |
| D. T. | D. T. | Pablo Guede      |     |

| 22    | POR   | Luis Cárdenas      |       |
| 3     | DEF   | César Montes       |       |
| 4     | DEF   | Nicolás Sánchez    |       |
| 6     | DEF   | Edson Gutiérrez    |       |
| 20    | DEF   | Sebastián Vegas    |       |
| 27    | DEF   | Daniel Parra       |       |
| 5     | MED   | Matías Kranevitter |       |
| 11    | MED   | Maximiliano Meza   | 74'   |
| 21    | MED   | Arturo González    | 65'   |
| 7     | DEL   | Rogelio Funes Mori | 90+4' |
| 199   | DEL   | Alfonso Alvarado   | 90+4' |
| D. T. | D. T. | Antonio Mohamed    |       |

| 3  | DEF | Miguel Barbieri | 45' |
| 19 | MED | Marcel Ruiz     | 54' |
| 33 | DEL | Luís Leal       | 54' |
| 21 | MED | Jordi Cortizo   | 61' |
| 30 | MED | David Barbona   | 72' |

| 16  | MED | Celso Ortiz     | 65'   |
| 35  | MED | Eric Cantú      | 74'   |
| 9   | DEL | Vincent Janssen | 90+4' |
| 210 | DEL | Shayr Mohamed   | 90+4' |

| 18' | Nicolás Sánchez | 0:1 |

| 1' · 17' · 83' | Víctor Guzmán Fabián Castillo Jordan Silva |

| 48' | Nicolás Sánchez |

| 82' | Marcel Ruiz |

| 73' | Daniel Parra |

| Principal  | Eduardo Galván Basulto |
| Asistentes | Miguel Ángel Hernández |
|            | Karen Díaz             |
| Cuarto     | Erick Yair Miranda     |

|                    |     |     |
| Tiros              | 12  | 8   |
| Tiros a puerta     | 1   | 2   |
| Faltas             | 19  | 8   |
| Saques de esquina  | 5   | 2   |
| Penaltis           | 0   | 1   |
| Fueras de juego    | 0   | 0   |
| Posesión del balón | 65% | 35% |

| Alineación inicial |

| 1     | POR   | Jonathan Orozco  |     |
| 4     | DEF   | Jordan Silva     |     |
| 22    | DEF   | Vladimir Loroña  |     |
| 34    | DEF   | Víctor Guzmán    | 45' |
| 18    | MED   | Aldo Cruz        | 72' |
| 14    | MED   | Christian Rivera |     |
| 20    | MED   | Mauro Lainez     |     |
| 23    | MED   | Luis Gamíz       | 54' |
| 29    | MED   | Edgar López      |     |
| 7     | DEL   | Fabián Castillo  | 61' |
| 11    | DEL   | Bryan Angulo     | 54' |
| D. T. | D. T. | Pablo Guede      |     |

| 22    | POR   | Luis Cárdenas      |       |
| 3     | DEF   | César Montes       |       |
| 4     | DEF   | Nicolás Sánchez    |       |
| 6     | DEF   | Edson Gutiérrez    |       |
| 20    | DEF   | Sebastián Vegas    |       |
| 27    | DEF   | Daniel Parra       |       |
| 5     | MED   | Matías Kranevitter |       |
| 11    | MED   | Maximiliano Meza   | 74'   |
| 21    | MED   | Arturo González    | 65'   |
| 7     | DEL   | Rogelio Funes Mori | 90+4' |
| 199   | DEL   | Alfonso Alvarado   | 90+4' |
| D. T. | D. T. | Antonio Mohamed    |       |

| 3  | DEF | Miguel Barbieri | 45' |
| 19 | MED | Marcel Ruiz     | 54' |
| 33 | DEL | Luís Leal       | 54' |
| 21 | MED | Jordi Cortizo   | 61' |
| 30 | MED | David Barbona   | 72' |

| 16  | MED | Celso Ortiz     | 65'   |
| 35  | MED | Eric Cantú      | 74'   |
| 9   | DEL | Vincent Janssen | 90+4' |
| 210 | DEL | Shayr Mohamed   | 90+4' |

| 18' | Nicolás Sánchez | 0:1 |

| 1' · 17' · 83' | Víctor Guzmán Fabián Castillo Jordan Silva |

| 48' | Nicolás Sánchez |

| 82' | Marcel Ruiz |

| 73' | Daniel Parra |

| Principal  | Eduardo Galván Basulto |
| Asistentes | Miguel Ángel Hernández |
|            | Karen Díaz             |
| Cuarto     | Erick Yair Miranda     |

|                    |     |     |
| Tiros              | 12  | 8   |
| Tiros a puerta     | 1   | 2   |
| Faltas             | 19  | 8   |
| Saques de esquina  | 5   | 2   |
| Penaltis           | 0   | 1   |
| Fueras de juego    | 0   | 0   |
| Posesión del balón | 65% | 35% |

| Alineación inicial |

#### Segundo partido de la final
| 22    | POR   | Luis Cárdenas      |     |
| 3     | DEF   | César Montes       |     |
| 4     | DEF   | Nicolás Sánchez    |     |
| 17    | DEF   | Jesús Gallardo     |     |
| 20    | DEF   | Sebastián Vegas    |     |
| 5     | MED   | Matías Kranevitter |     |
| 21    | MED   | Arturo González    | 45' |
| 29    | MED   | Carlos Rodríguez   | 65' |
| 35    | MED   | Eric Cantú         |     |
| 7     | DEL   | Rogelio Funes Mori | 81' |
| 199   | DEL   | Alfonso Alvarado   | 65' |
| D. T. | D. T. | Antonio Mohamed    |     |

| 1     | POR   | Jonathan Orozco  |     |
| 4     | DEF   | Jordan Silva     |     |
| 22    | DEF   | Vladimir Loroña  | 82' |
| 34    | DEF   | Víctor Guzmán    |     |
| 14    | MED   | Christian Rivera |     |
| 18    | MED   | Aldo Cruz        | 82' |
| 20    | MED   | Mauro Lainez     |     |
| 21    | MED   | Jordi Cortizo    | 45' |
| 23    | MED   | Luis Gamíz       | 69' |
| 7     | DEL   | Fabián Castillo  |     |
| 29    | DEL   | Edgar López      | 69' |
| D. T. | D. T. | Pablo Guede      |     |

| 11  | MED | Maximiliano Meza | 45' |
| 196 | MED | Ángel Zapata     | 65' |
| 9   | DEL | Vincent Janssen  | 65' |
| 18  | DEL | Avilés Hurtado   | 81' |

| 30  | MED | David Barbona   | 57' |
| 191 | MED | Jordan Rezabala | 69' |
| 9   | DEL | Paolo Yrízar    | 69' |
| 17  | DEL | Gerson Vázquez  | 82' |
| 28  | DEF | Jaime Gómez     | 82' |

| 86' | Vincent Janssen | 1:0 |

| 88' | David Barbona | 1:1 |

| 68' | Jesús Gallardo |

| 70' · 85' · 90+3' | Jonathan Orozco Víctor Guzmán Jaime Gómez |

| Principal  | Jorge Antonio Pérez Durán |
| Asistentes | Mario Jesús López         |
|            | Christian Kiabek Espinosa |
| Cuarto     | Óscar Macías Romo         |

|                    |     |     |
| Tiros              | 14  | 9   |
| Tiros a puerta     | 6   | 3   |
| Faltas             | 9   | 16  |
| Saques de esquina  | 8   | 7   |
| Penaltis           | 2   | 0   |
| Fueras de juego    | 0   | 0   |
| Posesión del balón | 39% | 61% |

| Alineación inicial |

| 22    | POR   | Luis Cárdenas      |     |
| 3     | DEF   | César Montes       |     |
| 4     | DEF   | Nicolás Sánchez    |     |
| 17    | DEF   | Jesús Gallardo     |     |
| 20    | DEF   | Sebastián Vegas    |     |
| 5     | MED   | Matías Kranevitter |     |
| 21    | MED   | Arturo González    | 45' |
| 29    | MED   | Carlos Rodríguez   | 65' |
| 35    | MED   | Eric Cantú         |     |
| 7     | DEL   | Rogelio Funes Mori | 81' |
| 199   | DEL   | Alfonso Alvarado   | 65' |
| D. T. | D. T. | Antonio Mohamed    |     |

| 1     | POR   | Jonathan Orozco  |     |
| 4     | DEF   | Jordan Silva     |     |
| 22    | DEF   | Vladimir Loroña  | 82' |
| 34    | DEF   | Víctor Guzmán    |     |
| 14    | MED   | Christian Rivera |     |
| 18    | MED   | Aldo Cruz        | 82' |
| 20    | MED   | Mauro Lainez     |     |
| 21    | MED   | Jordi Cortizo    | 45' |
| 23    | MED   | Luis Gamíz       | 69' |
| 7     | DEL   | Fabián Castillo  |     |
| 29    | DEL   | Edgar López      | 69' |
| D. T. | D. T. | Pablo Guede      |     |

| 11  | MED | Maximiliano Meza | 45' |
| 196 | MED | Ángel Zapata     | 65' |
| 9   | DEL | Vincent Janssen  | 65' |
| 18  | DEL | Avilés Hurtado   | 81' |

| 30  | MED | David Barbona   | 57' |
| 191 | MED | Jordan Rezabala | 69' |
| 9   | DEL | Paolo Yrízar    | 69' |
| 17  | DEL | Gerson Vázquez  | 82' |
| 28  | DEF | Jaime Gómez     | 82' |

| 86' | Vincent Janssen | 1:0 |

| 88' | David Barbona | 1:1 |

| 68' | Jesús Gallardo |

| 70' · 85' · 90+3' | Jonathan Orozco Víctor Guzmán Jaime Gómez |

| Principal  | Jorge Antonio Pérez Durán |
| Asistentes | Mario Jesús López         |
|            | Christian Kiabek Espinosa |
| Cuarto     | Óscar Macías Romo         |

|                    |     |     |
| Tiros              | 14  | 9   |
| Tiros a puerta     | 6   | 3   |
| Faltas             | 9   | 16  |
| Saques de esquina  | 8   | 7   |
| Penaltis           | 2   | 0   |
| Fueras de juego    | 0   | 0   |
| Posesión del balón | 39% | 61% |

| Alineación inicial |

| 22    | POR   | Luis Cárdenas      |     |
| 3     | DEF   | César Montes       |     |
| 4     | DEF   | Nicolás Sánchez    |     |
| 17    | DEF   | Jesús Gallardo     |     |
| 20    | DEF   | Sebastián Vegas    |     |
| 5     | MED   | Matías Kranevitter |     |
| 21    | MED   | Arturo González    | 45' |
| 29    | MED   | Carlos Rodríguez   | 65' |
| 35    | MED   | Eric Cantú         |     |
| 7     | DEL   | Rogelio Funes Mori | 81' |
| 199   | DEL   | Alfonso Alvarado   | 65' |
| D. T. | D. T. | Antonio Mohamed    |     |

| 1     | POR   | Jonathan Orozco  |     |
| 4     | DEF   | Jordan Silva     |     |
| 22    | DEF   | Vladimir Loroña  | 82' |
| 34    | DEF   | Víctor Guzmán    |     |
| 14    | MED   | Christian Rivera |     |
| 18    | MED   | Aldo Cruz        | 82' |
| 20    | MED   | Mauro Lainez     |     |
| 21    | MED   | Jordi Cortizo    | 45' |
| 23    | MED   | Luis Gamíz       | 69' |
| 7     | DEL   | Fabián Castillo  |     |
| 29    | DEL   | Edgar López      | 69' |
| D. T. | D. T. | Pablo Guede      |     |

| 11  | MED | Maximiliano Meza | 45' |
| 196 | MED | Ángel Zapata     | 65' |
| 9   | DEL | Vincent Janssen  | 65' |
| 18  | DEL | Avilés Hurtado   | 81' |

| 30  | MED | David Barbona   | 57' |
| 191 | MED | Jordan Rezabala | 69' |
| 9   | DEL | Paolo Yrízar    | 69' |
| 17  | DEL | Gerson Vázquez  | 82' |
| 28  | DEF | Jaime Gómez     | 82' |

| 86' | Vincent Janssen | 1:0 |

| 88' | David Barbona | 1:1 |

| 68' | Jesús Gallardo |

| 70' · 85' · 90+3' | Jonathan Orozco Víctor Guzmán Jaime Gómez |

| Principal  | Jorge Antonio Pérez Durán |
| Asistentes | Mario Jesús López         |
|            | Christian Kiabek Espinosa |
| Cuarto     | Óscar Macías Romo         |

|                    |     |     |
| Tiros              | 14  | 9   |
| Tiros a puerta     | 6   | 3   |
| Faltas             | 9   | 16  |
| Saques de esquina  | 8   | 7   |
| Penaltis           | 2   | 0   |
| Fueras de juego    | 0   | 0   |
| Posesión del balón | 39% | 61% |

| Alineación inicial |

| 22    | POR   | Luis Cárdenas      |     |
| 3     | DEF   | César Montes       |     |
| 4     | DEF   | Nicolás Sánchez    |     |
| 17    | DEF   | Jesús Gallardo     |     |
| 20    | DEF   | Sebastián Vegas    |     |
| 5     | MED   | Matías Kranevitter |     |
| 21    | MED   | Arturo González    | 45' |
| 29    | MED   | Carlos Rodríguez   | 65' |
| 35    | MED   | Eric Cantú         |     |
| 7     | DEL   | Rogelio Funes Mori | 81' |
| 199   | DEL   | Alfonso Alvarado   | 65' |
| D. T. | D. T. | Antonio Mohamed    |     |

| 1     | POR   | Jonathan Orozco  |     |
| 4     | DEF   | Jordan Silva     |     |
| 22    | DEF   | Vladimir Loroña  | 82' |
| 34    | DEF   | Víctor Guzmán    |     |
| 14    | MED   | Christian Rivera |     |
| 18    | MED   | Aldo Cruz        | 82' |
| 20    | MED   | Mauro Lainez     |     |
| 21    | MED   | Jordi Cortizo    | 45' |
| 23    | MED   | Luis Gamíz       | 69' |
| 7     | DEL   | Fabián Castillo  |     |
| 29    | DEL   | Edgar López      | 69' |
| D. T. | D. T. | Pablo Guede      |     |

| 11  | MED | Maximiliano Meza | 45' |
| 196 | MED | Ángel Zapata     | 65' |
| 9   | DEL | Vincent Janssen  | 65' |
| 18  | DEL | Avilés Hurtado   | 81' |

| 30  | MED | David Barbona   | 57' |
| 191 | MED | Jordan Rezabala | 69' |
| 9   | DEL | Paolo Yrízar    | 69' |
| 17  | DEL | Gerson Vázquez  | 82' |
| 28  | DEF | Jaime Gómez     | 82' |

| 86' | Vincent Janssen | 1:0 |

| 88' | David Barbona | 1:1 |

| 68' | Jesús Gallardo |

| 70' · 85' · 90+3' | Jonathan Orozco Víctor Guzmán Jaime Gómez |

| Principal  | Jorge Antonio Pérez Durán |
| Asistentes | Mario Jesús López         |
|            | Christian Kiabek Espinosa |
| Cuarto     | Óscar Macías Romo         |

|                    |     |     |
| Tiros              | 14  | 9   |
| Tiros a puerta     | 6   | 3   |
| Faltas             | 9   | 16  |
| Saques de esquina  | 8   | 7   |
| Penaltis           | 2   | 0   |
| Fueras de juego    | 0   | 0   |
| Posesión del balón | 39% | 61% |

| Alineación inicial |

| Campeón Copa México 2019-20 |
| --------------------------- |
|                             |
| Monterrey                   |
| Gana su 3er Titulo          |

## Estadísticas
- Datos según la página oficial de la competición.

### Máximos goleadores
| Pos. | Jugador                   | Equipo               | Goles | Minutos |
| ---- | ------------------------- | -------------------- | ----- | ------- |
| 1º   | Vincent Janssen           | Monterrey            | 7     | 583     |
| 1º   | Kevin Castañeda           | Toluca               | 7     | 682     |
| 2º   | Camilo Sanvezzo           | Tijuana              | 4     | 247     |
| 3º   | Leandro Carrijo           | Juárez               | 3     | 360     |
| 4º   | Octavio Rivero            | Santos Laguna        | 3     | 257     |
| 5º   | Diego Gabriel Valdez      | Atlético de San Luis | 3     | 260     |
| 6º   | Ángel Zaldívar            | Monterrey            | 2     | 216     |
| 7º   | Kevin Castañeda           | Toluca               | 2     | 313     |
| 8º   | Carlos Sebastián Ferreira | Morelia              | 2     | 321     |
| 9º   | Amaury Escoto             | Dorados              | 2     | 265     |
| 10º  | Edwin Cardona             | Pachuca              | 2     | 237     |